# Chmilnyk
Chmilnyk (ukrajinsky Хмільник; polsky Chmielnik) je město ve Vinnycké oblasti na Ukrajině. Leží na severozápadě oblasti na Jižním Bugu, patří k nejstarším městům v oblasti Podolí a žije v něm skoro 27 tisíc obyvatel.

## Dějiny
První zmínka o Chmilnyku je z roku 1362. V roce 1443 dostal městská práva. V roce 1520 se zde stal starostou 1. hejtman Záporožských kozáků Predslav Ljanckoronskyj, který dal vybudovat zámek.
Mezi lety 1434 až 1793 byl kromě krátké turecké nadvlády v letech 1672 až 1699 Chmilnyk součástí Polska. Pak se stal součástí Ruského impéria a poté Sovětského svazu.

## Památky
- Ruiny středověkého hradu (valy v lese)
- Zámek - původně pevnost, zbudovaná po roce 1520 Predslavem Ljanskoronským, dochovala se jedna věž a základy vstupních prostor
- Palác hraběte Ksido I.
- Chrám Nanabevstoupení Páně, ulrajinské pravoslavné církve
- Římskokatolický chrám Stětí sv. Jana Křtitele, se sochou papeže Jana Pavla II.
- Chrám Narození Panny Marie
- Chrám Nejsvětější Trojice - na stěně pamětní deska hudebního skladatele Ignáce Paderewského, který zde byl pokřtěn
- Dům u prvního pramene radonové minerální vody, z roku 1934

## Galerie

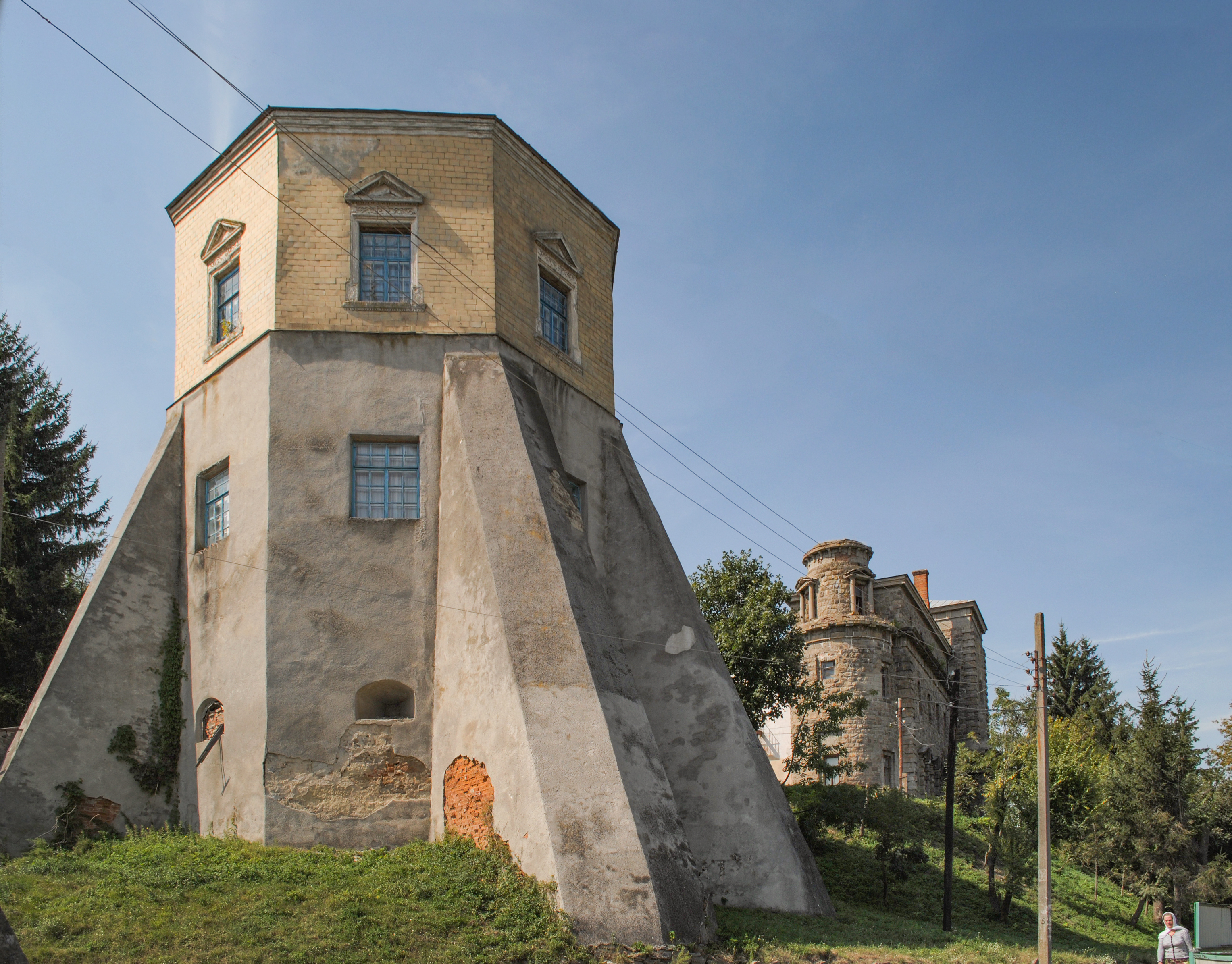
Zámecká věž
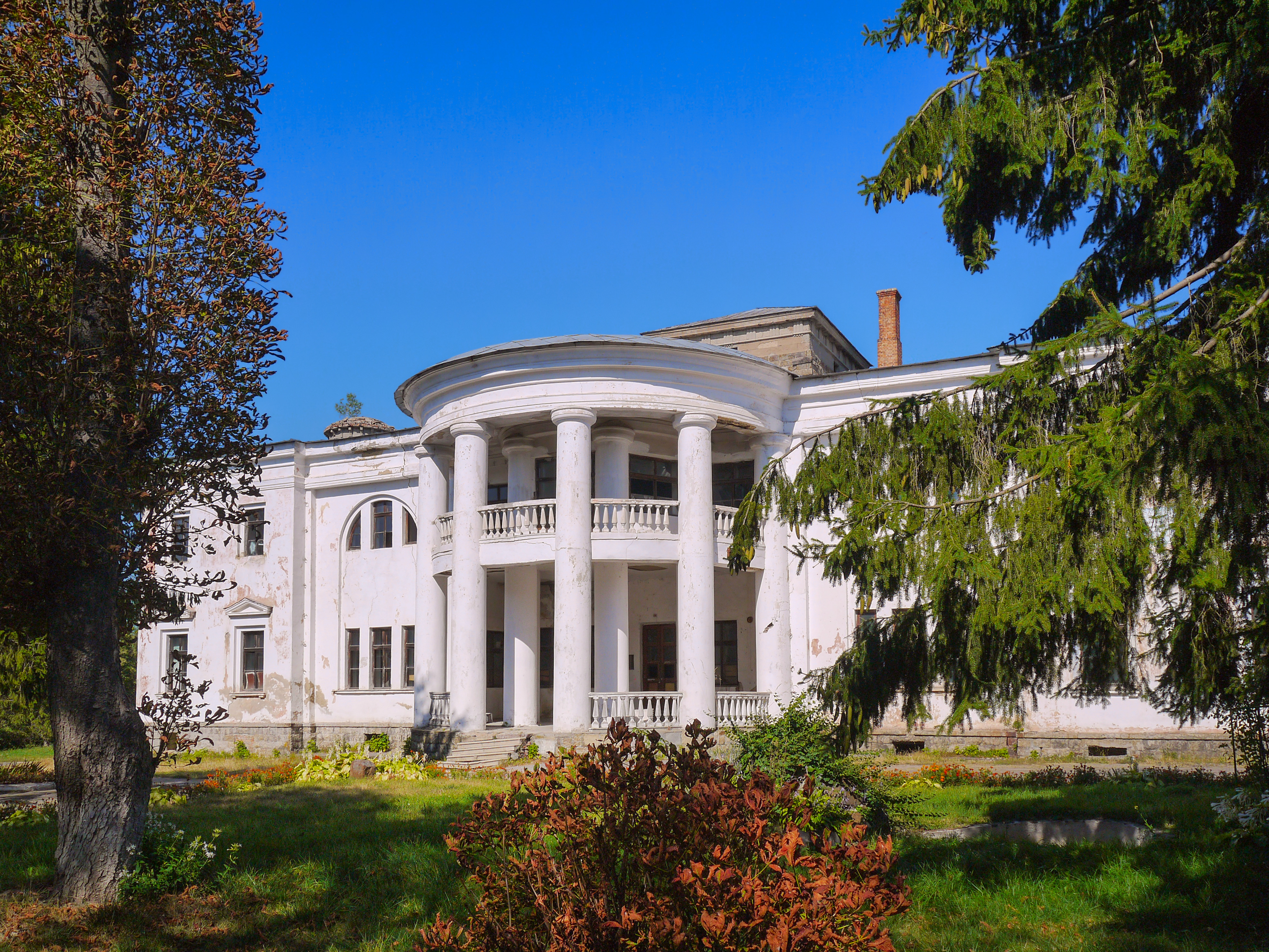
Palác hraběte Ksido
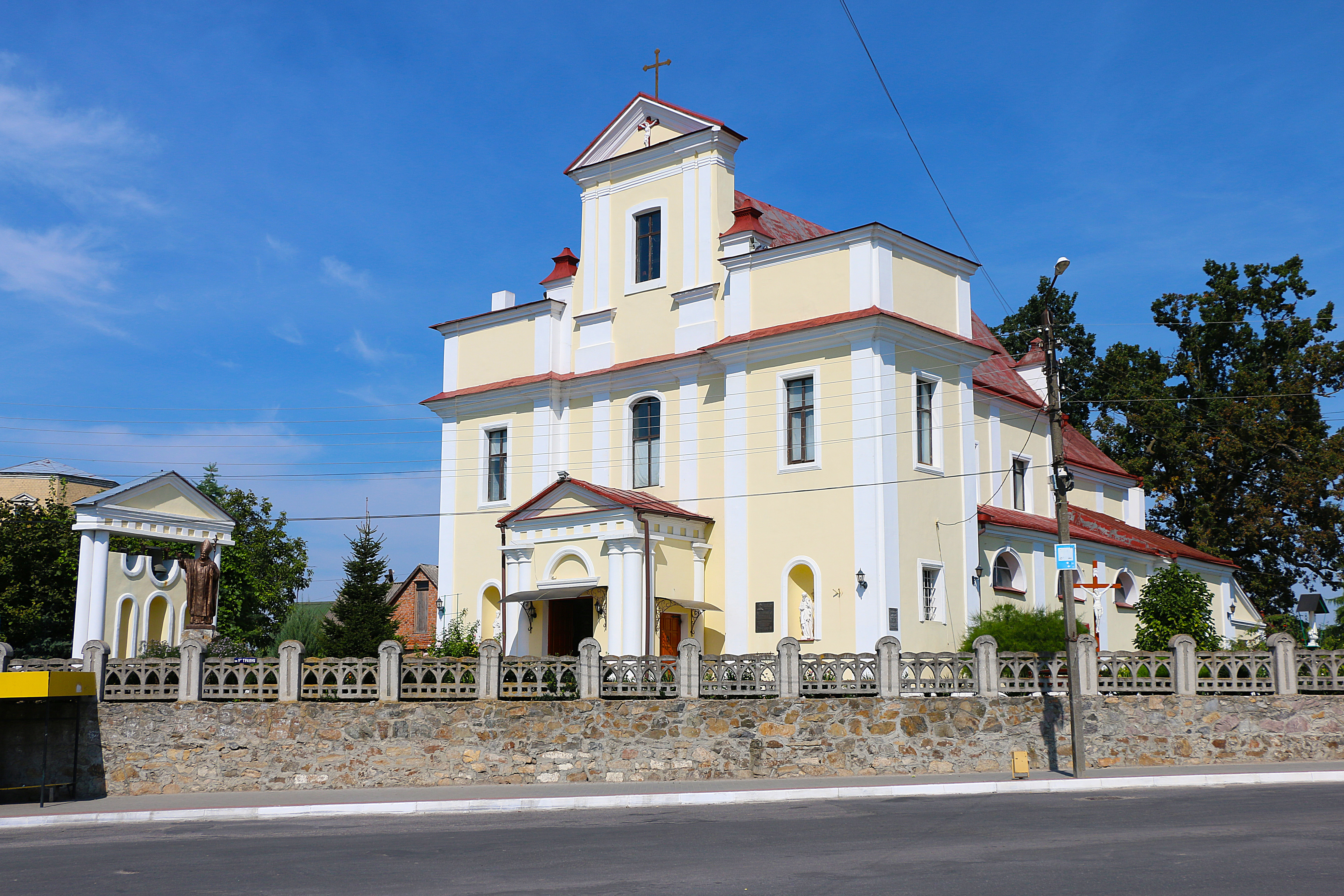
Chrám Stětí sv. Jana Křtitele
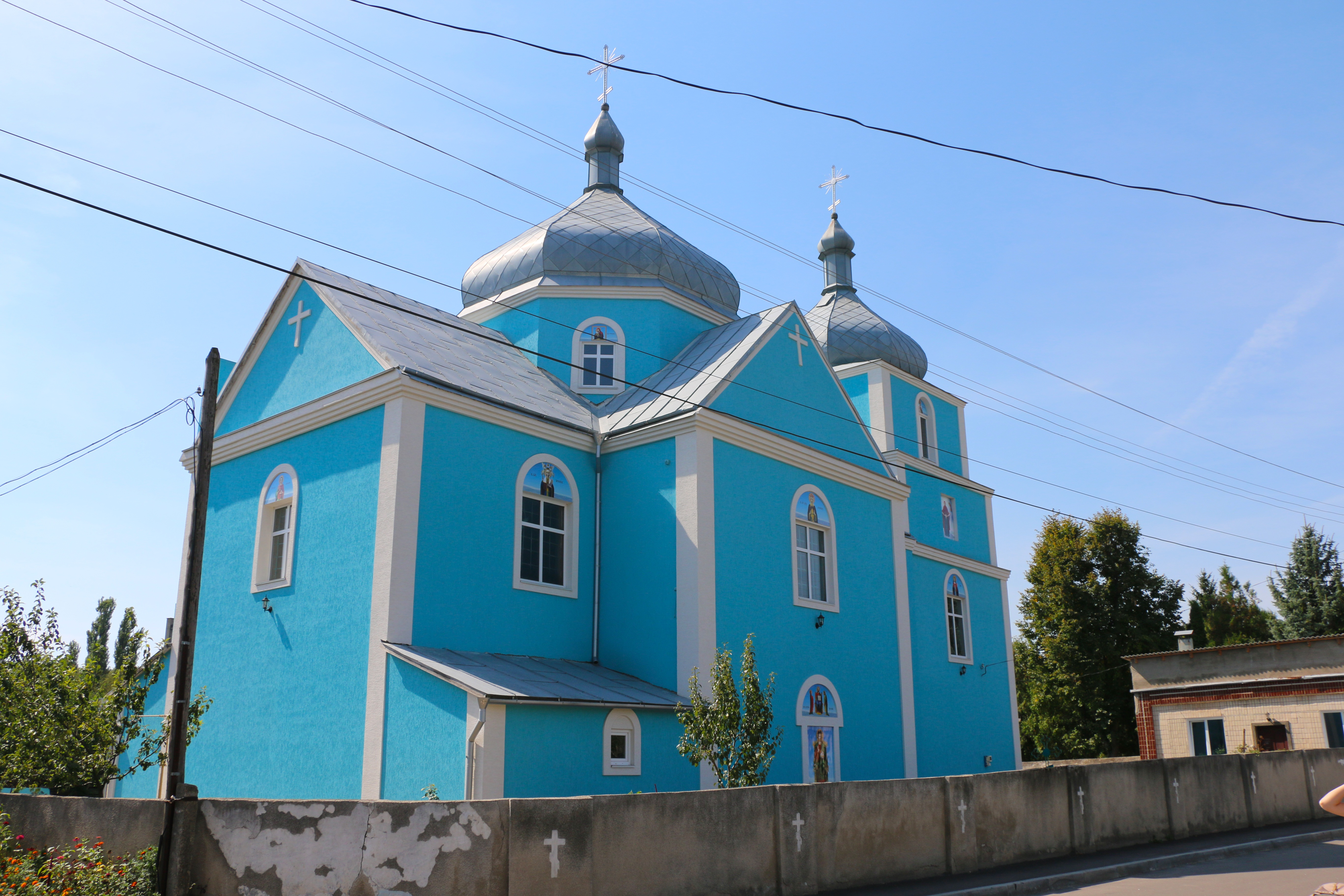
Chrám Nanebevstoupení Páně
Chrám Nejsv. Trojice
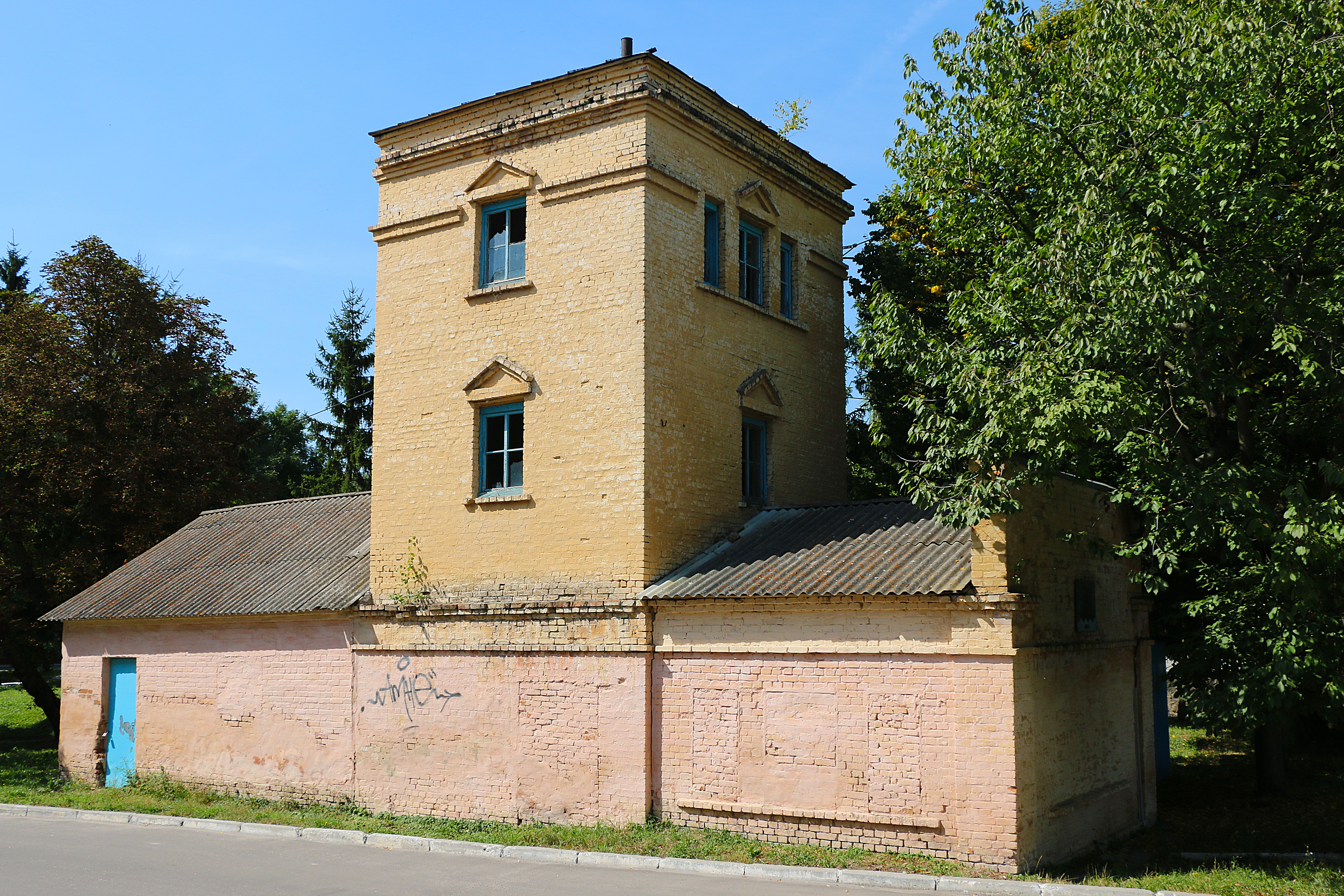
Pramen radonové minerálky
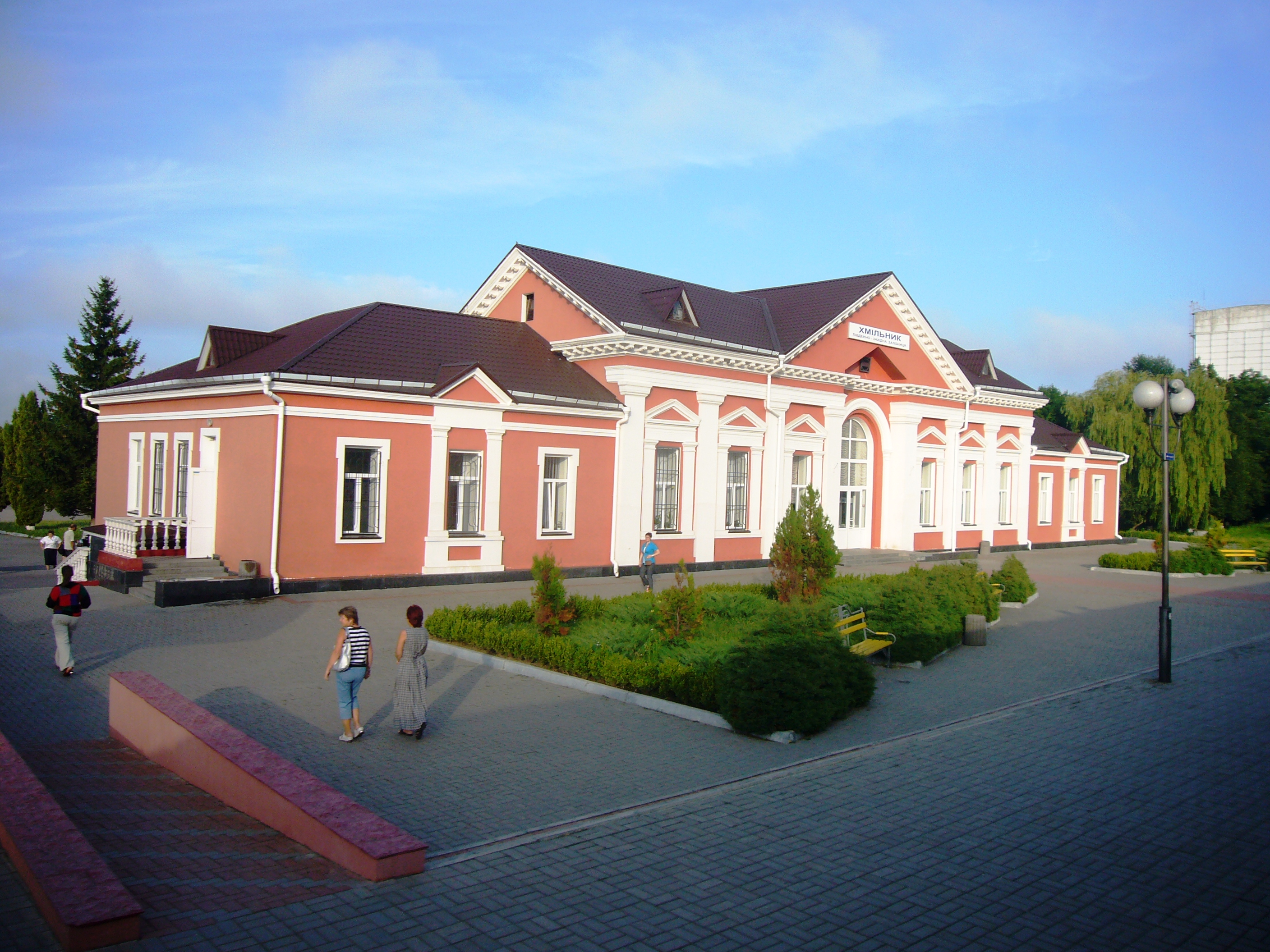
Nádraží

## Osobnosti
- Ivan Petrovič Pavlov - pomník s bustou na památku jeho pobytu